# Побегущий, Евгений Павлович
Евгений Павлович Побегущий (укр. Євген Павлович Побігущий; псевдоним — «Рен», 15 ноября 1901, Постоловка, округ Гусятин, Королевство Галиции и Лодомерии, Австро-Венгрия — 28 мая 1995, Хар, Мюнхен, Верхняя Бавария, Бавария, Германия) — украинский националистический деятель в период гражданской войны в России и во Второй Мировой войне, доброволец УГА, один из командиров батальона «Роланд», полковник дивизии СС «Галичина», автор двух томов воспоминаний «Мозаика моих воспоминаний».

## Биография

### Ранние годы
Родился 15 ноября 1901 в с. Постоловка на Тернопольщине в семье украинских учителей. Юношеские годы провел в селе Воскресинцы у Коломыи.
Ходил в среднюю школу в городе Коломыя. С провозглашением Западно-Украинской Народной Республики (ЗУНР) 1 ноября 1918, вступил добровольцем в ряды Украинской Галицкой Армии (УГА). и участвовал в польско-украинской войне в качестве артиллериста. Демобилизировался в мае 1920 года в звании капрала.

### Межвоенная Польша
Став в 1921 году гражданином Польши, Побегущий изначально намеревался возглавить школу своего отца, обучаясь одновременно в Украинском тайном университете во Львове и в греко-католическом теологическом лицее Святого Иоанна Крестителя в Станиславе (ныне Ивано-Франковск) . Однако из-за противодействия Польши украиноязычному образованию он не смог устроиться на работу, и в 1925 году был призван на срочную службу в Польскую армию. В 1928 поступил на учёбу в Познанский Университет, где получил степень магистра политической экономии. Пытался получить докторскую степень в Украинском свободном университете, но ему было отказано из-за предполагаемых связей с Организацией украинских националистов (ОУН), и сотрудничавшим с ОУН абвером. Впоследствии стал солдатом-контрактником польской армии. Дослужился до звания капитана.

### Вторая Мировая война

#### Оборона Польши
В сентябре 1939 года участник обороны Польши в рядах польской армии в качестве командира 7-й роты 3-го батальона 55-го стрелкового полка. Во время битвы при Бзуре попал в плен к немцам. Освободился из плена весной 1940 года и на призыв Провода ОУН вызвался в Военную Референтуру.

#### Батальон «Роланд»
Принимал активное участие в обучении бойцов подразделения, под названием Дружины украинских националистов (ДУН), которые с началом Великой Отечественной войны двинулись на восток. Он командовал одним из двух украинских батальонов (куреней) («Роланд»). В середине июля 1941 года «Роланд» отправился на фронт в направлении на Одессу, но с Балты вскоре перебазирован в Франкфурт-на-Одере.

#### 201-й шуцманшафт-батальйон
К концу ноября 1941 весь «Украинский легион» («Роланд» и «Нахтигаль») в составе около 650 солдат и старшин, после заключения индивидуальных контрактов на службу в немецкой армии сроком на 1 год (с 1 декабря 1941 года по 1 декабря 1942 ), объединился в 201-й шуцманшафт-батальон и выслан после подготовки в Беларусь для борьбы с советскими партизанами. Побегущий писал в своих мемуарах то, что белорусы доброжелательно относились к 201-му охранному батальону.
За 9 месяцев пребывания в Белоруссии, по собственным данным, «Украинский легион» (201-охранный батальон) уничтожил более 2000 советских партизан, потеряв 49 человек убитыми и 40 — ранеными.
После окончания срока контракта, батальон, насчитывавший 650 солдат и сержантов и 22 офицера-галичанина, разоружен и в течение месяца (с 5 декабря 1942 по 14 января 1943) частями передислоцировался во Львов. Через некоторое время после приезда во Львов часть офицеров задержаны гестапо, часть, среди которых был и Шухевич, перешла на нелегальное положение и приняла участие в формировании УПА. Арестованные содержалась в тюрьме на Лонцкого, причём задержанным разрешалось выходить в город по два человека на два часа. В апреле все задержанные офицеры батальона были освобождены и присоединились либо к УПА, либо к 14 гренадерской дивизии Ваффен СС «Галичина».

#### Дивизия СС «Галичина»
В апреле 1943 года Побегущий вступает в только что сформированную украинскую дивизию СС «Галичина». Принимал участие в торжествах во Львове 18 июля 1943 по случаю выезда первых добровольцев. В дивизии Побегущий занимал различные командные положения, в том числе командира 29-го полка. Побигущий — единственный в «Галичине» украинец, дослужившийся до командира полка, и при этом бывший в звании штурмбанфюрера СС (майора).
Был участником подавления Словацкого восстания лета-осени 1944 года, потом воевал в Югославии против партизан Иосипа Броза Тито, был участником боев под Фельдбахом. В марте 1945 года, когда с санкции немецкого командования СС «Галичину» включили в состав «Украинской национальной армии» (УНА), главком УНА Павел Шандрук присвоил Побегущему звание полковника УНА.

### В эмиграции
После войны жил в Западной Германии, активно работал по антисоветской линии с ЦРУ США, сотрудничал с различными общественными организациями беглых украинских националистов. Власти СССР безуспешно потребовали его экстрадиции.
Кроме общественной работы, много времени посвятил политической деятельности, в частности в Организации Украинских Националистов, работая в ее учреждениях, а также в международной организации Антибольшевистского блока народов. Также занимался военной подготовкой добровольцев британской армии, дислоцированной в Германии.
За активную работу на религиозном поле Папа Павел VI присвоил ему титул Командора, Рыцаря Ордена Святого Папы Сильвестра. Центральное представительство украинской эмиграции в Германии предоставило ему звание почетного члена.
Евгений Побегущий умер 28 мая 1995 года в городе Гаар у Мюнхена (Германия).